# Венесуэльская академия языка
Венесуэльская академия языка (исп. Academia Venezolana de la Lengua) — общественный культурный институт Венесуэлы, задачей которого является изучение состояния испанского языка в Венесуэле и содействие его дальнейшему развитию.
Основана 10 апреля 1883 года указом президента Антонио Гусмана Бланко, который сам возглавил Академию и оставался её президентом до 1899 года.
Академия является членом Ассоциации академий испанского языка, в рамках ассоциации оказывает содействие Королевской академии испанского языка и другим организациям в сфере развития испанского языка, редактирования словарей испанского языка (в частности, в сфере лексикографии — сбора лексики венесуэльских диалектов и американизмов в целом).
Штаб-квартира Академии находится в Каракасе, в бывшем здании Центрального университета Венесуэлы (ныне — Дворец Академий). В этом здании, наряду с Академией языка, располагаются четыре других национальных академии Венесуэлы: Национальная академии истории, Национальная академия медицины, Академия политических и социальных наук и Академия физико-математических и естественных наук.
Академия языка имеет семь рабочих комитетов, в том числе четыре постоянных — Лексикографии, Грамматики, Литературы и Публикаций, и три временных: Орфографии, Библиотека и Специальных мероприятий. Кроме того, в составе Академия имеется институт по изучению языка (INEL) и консультационная служба. С 1933 года Академия издаёт официальный Бюллетень.
Членами Академии языка избираются учёные и общественные деятели, внёсшие значительный вклад в изучение и продвижение испанского языка. Членами Академии были Рафаэль Кальдера, Рамон Веласкес, Рафаэль Лукка, Карлос Пачеко и другие.